# Osmia juxta
Osmia juxta är en biart som beskrevs av Cresson 1864. Osmia juxta ingår i släktet murarbin, och familjen buksamlarbin. Inga underarter finns listade i Catalogue of Life.